# Melissa Ryan
Melissa Ryan –conocida como Missy Ryan– (nacida Melissa Schwen, Bloomington, 17 de julio de 1972) es una deportista estadounidense que compitió en remo.
Participó en dos Juegos Olímpicos de Verano, obteniendo dos medallas, plata en Atlanta 1996 y bronce en Sídney 2000, en la prueba de dos sin timonel. Ganó una medalla de plata en el Campeonato Mundial de Remo de 1995.

## Palmarés internacional
| Juegos Olímpicos   | Juegos Olímpicos         | Juegos Olímpicos  | Juegos Olímpicos |
| Año                | Lugar                    | Medalla           | Prueba           |
| ------------------ | ------------------------ | ----------------- | ---------------- |
| 1996               | Atlanta (Estados Unidos) | Medalla de plata  | Dos sin timonel  |
| 2000               | Sídney (Australia)       | Medalla de bronce | Dos sin timonel  |
| Campeonato Mundial |                          |                   |                  |
| Año                | Lugar                    | Medalla           | Prueba           |
| 1995               | Tampere (Finlandia)      | Medalla de plata  | Dos sin timonel  |